# Foltos bülbül
A foltos bülbül (Ixonotus guttatus) a verébalakúak (Passeriformes) rendjébe, ezen belül a bülbülfélék (Pycnonotidae) családjába és az Ixonotus nembe tartozó egyedüli faj.

## Rendszerezése
A fajt Jules Verreaux és Edouard Verreaux írták le 1851-ben.

## Előfordulása
Afrika nyugati és középső részén, Angola, Bissau-Guinea, Elefántcsontpart, Egyenlítői-Guinea,  Gabon, Ghána, Guinea, Kamerun, a Kongói Demokratikus Köztársaság, a Kongói Köztársaság, a Közép-afrikai Köztársaság, Libéria, Nigéria, Sierra Leone, Tanzánia és Uganda területén honos. 
Természetes élőhelyei a szubtrópusi vagy trópusi síkvidéki esőerdők és szavannák, valamint másodlagos erdők és ültetvények. Nem vonuló, de nomád faj.

## Megjelenése
Testhossza 17 centiméter, testtömege 31-40 gramm.

## Életmódja
Gyümölcsökkel táplálkozik.

## Természetvédelmi helyzete
Az elterjedési területe rendkívül nagy, egyedszáma pedig stabil. A Természetvédelmi Világszövetség Vörös listáján nem fenyegetett fajként szerepel.